# Kosulansaari (ö i Södra Savolax)
Kosulansaari är en ö i Finland. Den ligger i sjön Syvänsi och i kommunen Pieksämäki i den ekonomiska regionen  Pieksämäki ekonomiska region  och landskapet Södra Savolax, i den södra delen av landet, 270 km nordost om huvudstaden Helsingfors. Öns area är 45,8 hektar och dess största längd är 1,6 kilometer i sydöst-nordvästlig riktning.